# Liściak

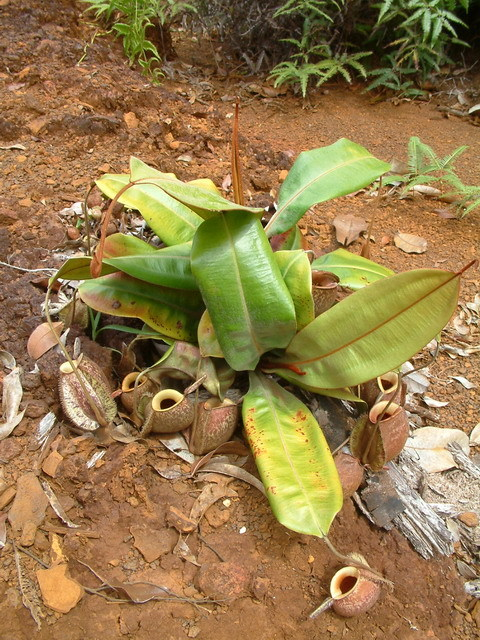
Przypominające liście ogonki liściowe (liściaki) dzbanecznika beczułkowatego, u którego liść przekształcony jest w organ chwytający owady

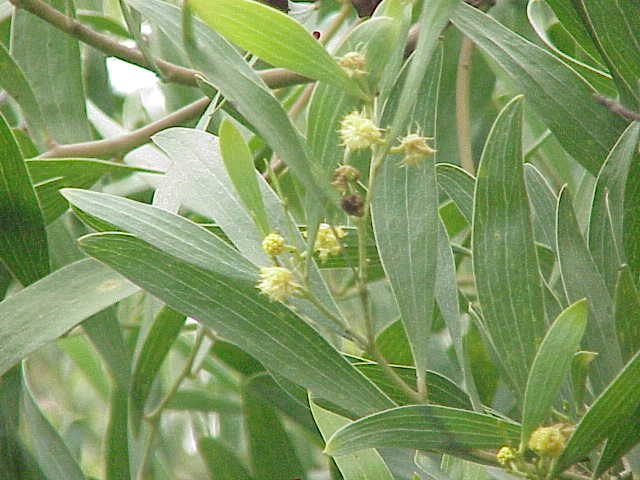
Liściaki Acacia melanoxylon

Liściak, fylodium (łac. phyllodium) – rozszerzony i spłaszczony ogonek liściowy, upodobniony do blaszki liściowej (zob. kształt liścia). Przejmuje on funkcję asymilacyjną liści, najczęściej u roślin, u których blaszki liściowe uległy zredukowaniu lub przekształceniom i spełniają inne funkcje. Liściak niekiedy do złudzenia przypomina blaszkę liściową. Liściaki są sztywniejsze i ułatwiają przetrwanie roślinom w środowisku o ograniczonej dostępności wody. Liściaki wykształcają się np. u niektórych gatunków akacji (Acacia) i u owadożernych dzbaneczników (Nepenthes).
Bywa i tak, że funkcje asymilacyjne blaszki liściowej przejmuje lub wspomaga bardzo silnie rozwinięta pochwa liściowa. Tak jest np. u niektórych roślin z rodziny baldaszkowatych (Apiaceae) występujących i w Polsce – np. u goryszu (Peucedanum) i barszczu (Heracleum). Czasem też struktury podobne do liściaków powstają z samej nasady liścia (np. u Acacia verticillata).
Liściaki różnią się od podobnych funkcjonalnie gałęziaków (zmodyfikowanych łodyg pełniących funkcje liści) tym, że w ich kącie znajduje się pąk lub pęd, podczas gdy u nasady gałęziaka znajduje się liść (często zredukowany). 
Fyllodiami nazywane są także części kwiatu patologicznie przekształcone w struktury podobne do liści.